# بوازمو (بو أزمو)
بوازمو هي إحدى مشيخات المملكة المغربية، تتبع جغرافيا لإقليم ميدلت وإداريًا لبو أزمو. يقدر عدد سكانها بـ 3526 نسمة حسب الإحصاء الرسمي للسكان والسكنى لسنة 2004.